# ラディシャ・イリッチ
ラディシャ・イリッチ（セルビア語: Radiša Ilić、Радиша Илић、1977年9月20日 - 2025年3月13日）は、ユーゴスラビア（現・セルビア）出身の元サッカー選手、現サッカー指導者。元セルビア代表。現役時代のポジションはGK。

## 経歴
スロボダ・ウジツェのユースチーム出身。1994年にプロデビューを果たすと1998年まで在籍し44試合の出場。1998年、パルチザン・ベオグラードへ移籍を果たす。5シーズン在籍し、66試合に出場。その後1年間はルーマニアのプログレスル・ブカレストへ移籍。しかし、わずか1試合の出場のみに終わった。2004年からはセルビアに戻り、ボラツ・チャチャクへ移籍。2シーズンで合計43試合に出場した。2006年からはOFKベオグラードへ移籍をしている。
2008年2月6日、親善試合・マケドニア戦にスタメン出場。前半のみの出場で交代となったが、セルビア代表としての初キャップを記録した。
2025年3月13日に自殺した。47歳没。

## 所属クラブ
- スロボダ・ウジツェ 1994-1998
- パルチザン・ベオグラード 1998-2003
- プログレスル・ブカレスト（英語版） 2003-2004
- ボラツ・チャチャク 2004-2006
- OFKベオグラード 2006-2009
- パンセライコスFC 2009-2010
- ボラツ・チャチャク 2010
- パルチザン・ベオグラード 2010-2012